# Alce-gigante

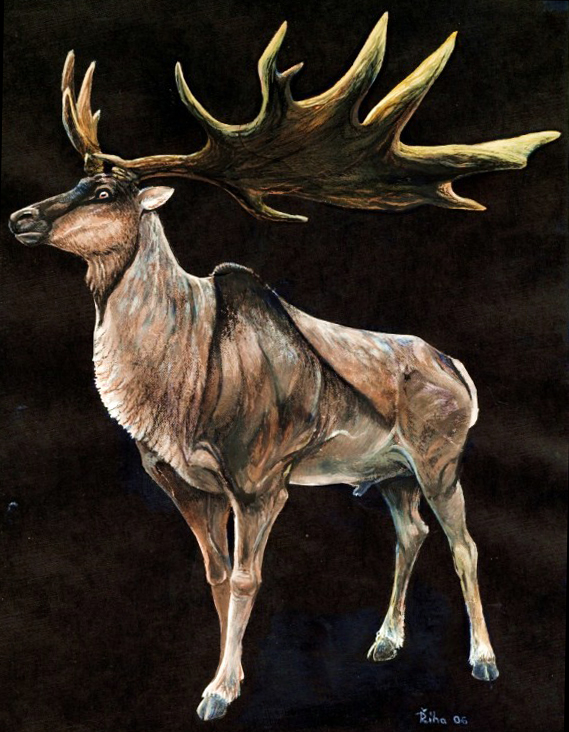
Representação artística de um Megaloceros.

O alce-gigante ou alce-irlandês (Megaloceros, ou seja, “hastes gigantes”) que, apesar de sua denominação, não era uma espécie de alce, pois seus chifres e tamanho eram muito maiores do que os de um alce comum.
Tinha 2,10 metros de altura de ombro e teria uma massa entre 540kg e 600kg, grandes espécimes poderiam atingir cerca de 700kg, sendo ligeiramente menor que o Alce atual. O tamanho de sua galhada era sensivelmente duplo, com um peso provavelmente quatro vezes superior: as  hastes mediam 3,5 metros de uma ponta à outra. Viveu em climas frios nas épocas glaciais, juntamente com mamutes e rinocerontes-lanudos. Extinguiu-se no final da última era glacial. Os machos deveriam travar grandes combates com suas hastes enormes, na disputa de território e de fêmeas. O alce gigante não tem relação com os alces atuais.
Com as mudanças climáticas do final do Pleistoceno, surgiram novos tipos de plantas, menos ricas em minerais, que substituíram a vegetação que o animal comia e afetaram sua nutrição. Esqueletos cada vez mais fracos sofriam fraturas com maior frequência: provavelmente, o Megaloceros extinguiu-se porque não conseguia se desenvolver plenamente com essa deficiência nutricional.